# Karpologie
Als Karpologie (altgriechisch καρπός karpós „Frucht“) wird jene Wissenschaft bezeichnet, die sich als Fachgebiet der Botanik mit den Früchten von Pflanzen befasst. Als Frucht wird die Blüte im Zustand der Samenreife bezeichnet.
Die Frucht ist dabei die Gesamtheit der Organe, die aus der Blüte hervorgehen und deren Aufgabe es ist, bei der Ausbreitung zu helfen.

## Bedeutung
Vor allem in der Zeit vor der Genetik oder Gentechnik wurde die Karpologie herangezogen, um Verwandtschaften zwischen Pflanzentaxa zu bestimmen. Es entstanden sogenannte Karpologische Systeme, das heißt, eine systematische Ordnung, die sich an den Früchten orientiert.
Heute gibt es Früchte, die wirtschaftlich sehr bedeutend sind, beispielsweise Getreidekörner, Soja, Ölsaaten, Obst oder Fruchtgemüse. Dadurch hat die Karpologie weiterhin eine Bedeutung.

### Bedeutung für die Archäologie
Die Karpologie hat eine  besondere Bedeutung für die Archäologie. Bei diesen Ausgrabungen, ebenfalls in den Kontexten der Freilegung alter Schriften (Paläographie), werden in der Regel auch immer Samen von Pflanzen gefunden. Um deren jeweilige Art zu wissen, kann zu den archäologisch untersuchten Hinterlassenschaften früherer Menschheitskulturen wertvolle Erkenntnisse beitragen, etwa in Hinblick auf das ihrer Zeit vorherrschend gewesene Klima.
Aufgrund ihrer robusten Kapseln haben Samen ein höheres Fossilationspotential als die meisten der sonstigen Pflanzenteile; sie kommen daher in praktisch allen Sedimenten vor  oder bleiben sonst in Gestalt ihrer Abdrücke oder Versteinerungen (Karpolithe) erhalten. Wegen der großen Formenfülle der Samen, einschließlich ihrer häufig selbst Art-intraspezifisch ausgeprägten Variabilität, ist fast immer eine genaue taxonomische Einordnung möglich; dies gilt auch für Sporen und Pollen. Blätter- und Holzfossilien gestatten oft keine sichere Bestimmung der Art (sofern nicht gemeinsam mit ihren Samen gefunden), da sich ihre Art-spezifischen Strukturen nicht genügend deutlich unterscheiden. Neben der oben erwähnten Paläoklimatologie dient die Bestimmung der Früchte ebenfalls der Erstellung von Aussagen über die Biostratigraphie (Zeit-spezifische Abfolge der Lebensformen in Sedimenten) und Paläoökologie (Erforschung untergegangener Lebensräume; Beziehungen der verschiedenen Tier- und Pflanzenarten zueinander).

## Karpologische Sammlungen
Der Botanische Garten Osnabrück verfügt über eine Sammlung von über 900 verschiedenen Samen, von denen ein Teil seit 2007 in einer Dauerausstellung zugänglich ist. Es geht hier neben Fruchttypen auch um Ausbreitungsmechanismen.
Die Karpologische Sammlung der Universität Hamburg (Collectio Fructuum Hamburgense) umfasst ca. 30.000 Objekte.